# Ludwig Förster

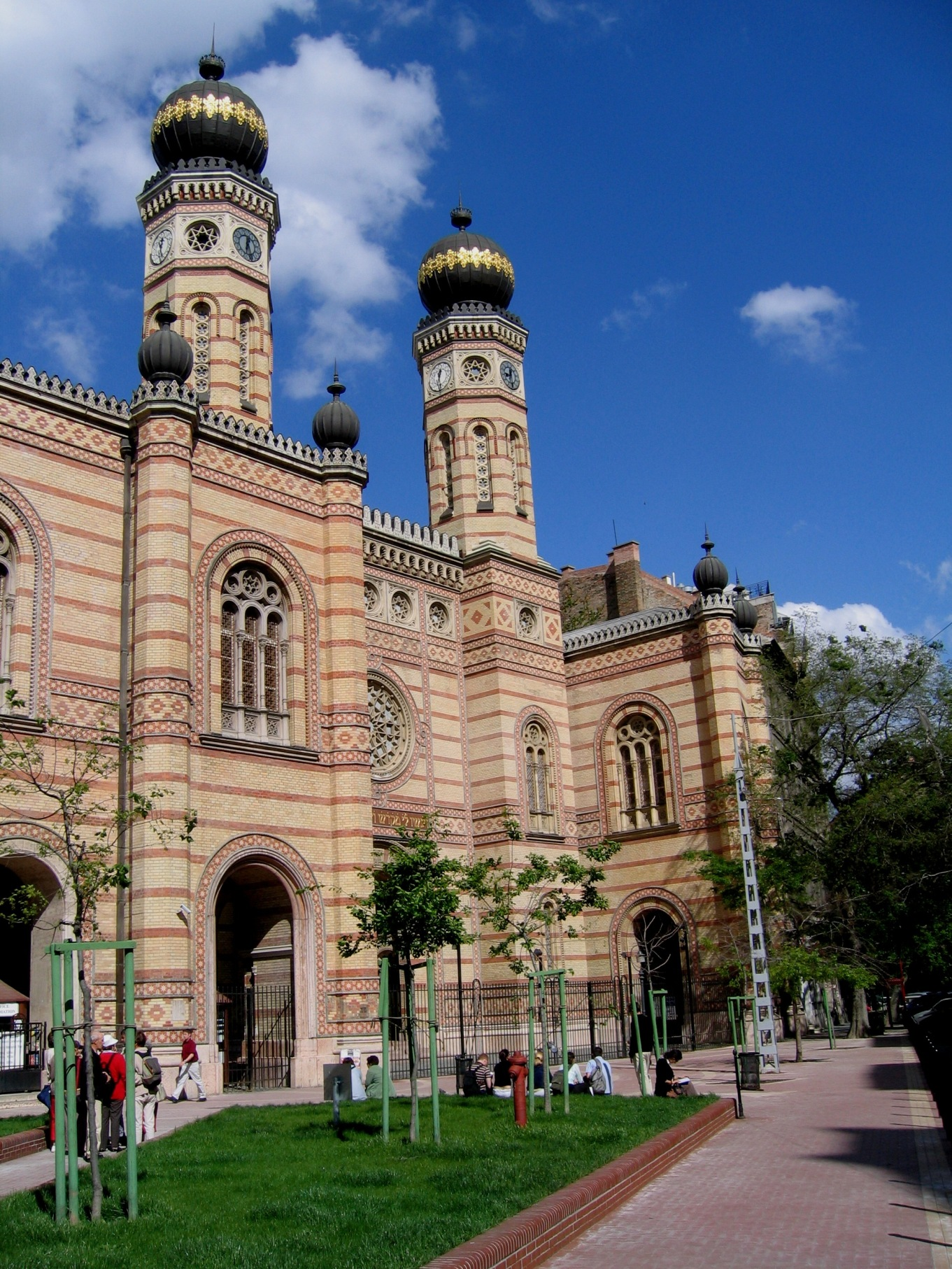
Wielka Synagoga w Budapeszcie

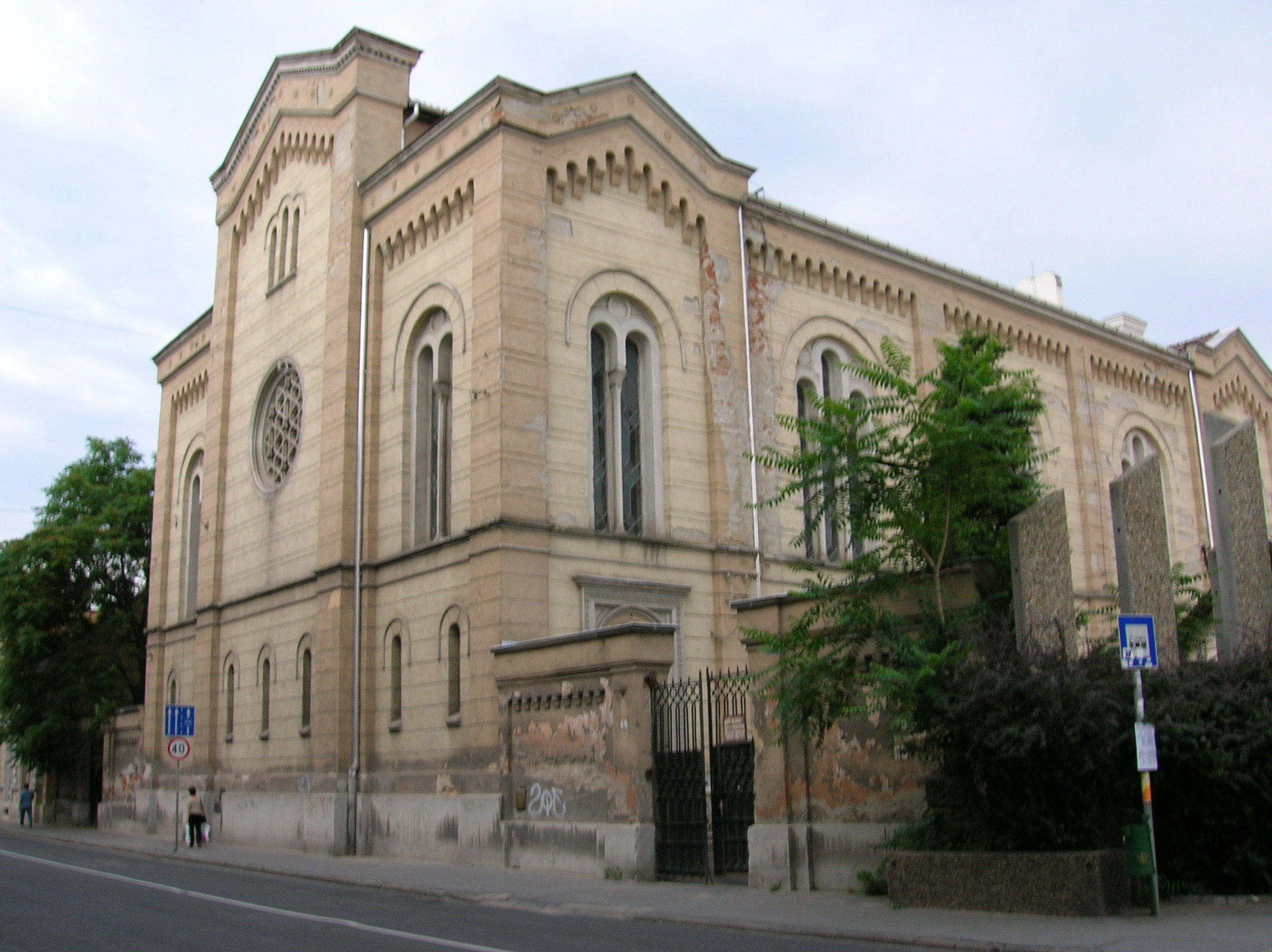
Synagoga w Miszkolcu

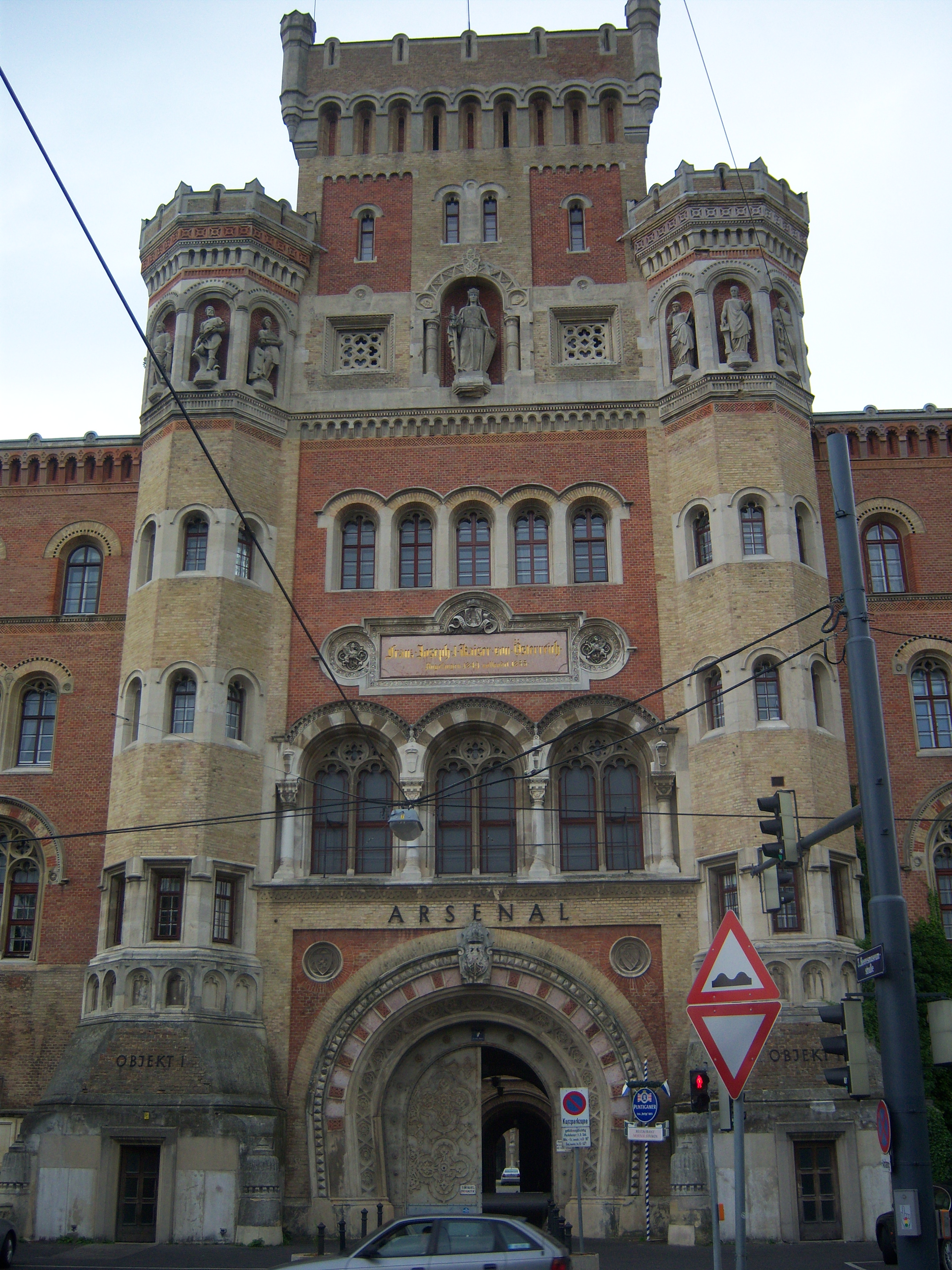
Arsenał w Wiedniu

Ludwig Christian Friedrich (von) Förster (ur. 8 października 1797 w Ansbach, zm. 16 czerwca 1863 w Bad Gleichenberg) – austriacki architekt pochodzenia niemieckiego, przedstawiciel historyzmu. 

## Życiorys
Studiował w Monachium (1816–1818)) i Wiedniu. W latach 1820–1826 wykonywał zawód korektora, m.in. u Petera Nobilego. Od 1828 prowadził w Wiedniu zakład litograficzny, gdzie zajmował się cynkografią. W 1836 założył pismo Allgemeine Bauzeitung – jedną z najważniejszych publikacji na temat architektury w ówczesnych Austro-Węgrzech. W 1839 założył wraz z Moritzem Geißem odlewnię cynku, produkując ornamenty według projektów m.in. Schinkla, Stülera. Od 1839/40 samodzielny architekt, w jego biurze pracował m.in. Otto Wagner. W latach 1842–1845 wykładał na Akademii Sztuk Pięknych (niem. Akademie der bildenden Künste) W latach 1846–1852 współpracował z zięciem Theophilem von Hansenem. Od 1861 do 1863 pełnił funkcję radcy miejskiego. Jego synowie Heinrich von Förster i Emil von Förster byli również architektami.

## Działalność
Od 1836 Förster zaangażowany był w projekty rozwoju miasta. W 1839 opracował pierwszy własny projekt rozbudowy Wiednia. W 1858 był jednym z trzech równorzędnych zwycięzców (obok Friedricha von Stachego i Eduarda van der Nülla z Augustem von Sicardsburgiem) w konkursie na projekt rozbudowy miasta. Jego projekt przewidywał poprowadzenie linii kolejowej wokół miasta, wytyczenie przecznic na przedmieściach oraz obwodnicy wokół ścisłego centrum tzw. Ringstrasse. 
Oprócz domów i budynków biurowych, Förster projektował synagogi, m.in. bóżnicę w wiedeńskim Leopoldstadt (1858), Budapeszcie (1859) i Miszkolcu (1863).

### Wybrane dzieła
- 1849 – kościół ewangelicki w Wiedniu-Gumpendorfie[2]
- 1849 – Villa Pereira przy Weihburggasse w Königstetten[2]
- 1849–1855 – Arsenał w Wiedniu (razem z Theophilem von Hansenem)[1]
- 1854–1859 – Wielka Synagoga w Budapeszcie[8]
- 1855 – Augarten-Casino w Brnie[2]
- 1858 – Synagoga Tempelgasse w Wiedniu
- 1858 – Elisabethbrücke w Wiedniu[9]
- 1863 – Synagoga w Miszkolcu
- 1863 – Palais Todesco w Wiedniu[2]

## Odznaczenia
- Order Żelaznej Korony[1]